# Ceropsylla martorelli
Ceropsylla martorelli är en insektsart som beskrevs av Caldwell 1942. Ceropsylla martorelli ingår i släktet Ceropsylla och familjen spetsbladloppor. Inga underarter finns listade i Catalogue of Life.